# Quá trình tạo cặp hạt-phản hạt
Quá trình tạo ra các hạt và phản hạt diễn ra khi hạt photon tương tác với hạt nhân nguyên tử và tách thành 1 cặp hạt-phản hạt. Photon phải có đủ năng lượng để tạo ra khối lượng của cặp hạt-phản hạt theo hệ thức E=mc^2. Khi photon có nhiều năng lượng hơn cần thiết, số năng lượng dư sẽ chuyển thành Động năng cho cả hai hạt và 2 hạt sẽ chuyển động ngược chiều nhau. Nhưng nếu photon chỉ có số năng lượng vừa đủ thì sự hình thành cặp hạt-phản hạt sẽ phải diễn ra gần một photon khác hoặc một hạt nhân vì theo Định luật bảo toàn mômen động lượng, mômen động lượng của hạt photon cũ phải được giữ lại, như thế mômen động lượng của hạt photon cũ mới có thể bị hấp thụ.